# Kindermädchen für Papa gesucht
Kindermädchen für Papa gesucht ist eine deutsche Filmkomödie von Hans Quest aus dem Jahr 1957.

## Handlung
Peter und Kurt Jäger sind Vettern, wie sie unterschiedlicher nicht sein könnten: Während Peter in der familieneigenen Schokoladenfirma als Schürzenjäger gilt, ist Kurt Antialkoholiker, Hypochonder und mit Frauen vollkommen unerfahren. Dass seine Sekretärin Inge ihn seit Jahren liebt, hat er noch nie bemerkt.
Eines Tages, kurz nach seinem Geburtstag, gesteht Kurt seinem Vetter, dass er sich in die Kundin Sabine verliebt habe. Die arbeitet als Kindermädchen und hat gerade ihre Anstellung gekündigt. Als sie auf eine Zeitungsanzeige reagieren will, in der nach einem Kindermädchen gesucht wird, leitet Peter den Anruf heimlich zu Kurt um, der Sabine zu einem Vorstellungsgespräch zu sich nach Hause einlädt. Dass Sabine als Kindermädchen arbeiten will, bemerkt das Nervenbündel erst, als sie sich beim Gespräch nach seinem Kind erkundigt. Kurt gibt an, dass zwar ein Kind im Haus lebt, das jedoch seinem Vetter Peter gehört. Von einer Bekannten Peters „borgen“ sie sich am nächsten Tag den ältesten Sohn Heinerle, der bald das Haus auf den Kopf stellt und Kurts Hausmädchen Frau Stadelmeier zur Verzweiflung bringt.
Peter hat erlogen, dass er der leibliche Vater von Heinerle ist, der jedoch bei seinem Stiefvater aufgewachsen ist. Um Sabine mit Kurt zu verkuppeln, will Peter mit Sabine ausgehen und ihr von seinem Vetter vorschwärmen. Kurt wiederum soll etwas später zu beiden an den Tisch kommen, woraufhin Peter sich verabschieden will – er hat eine Freundin, die ihn aber in letzter Zeit nur selten gesehen hat.
Kurts Sekretärin Inge hat sich entschlossen, aktiv zu werden. Aus der ungeschminkten, unauffällig gekleideten Sekretärin hat sie sich in eine geschminkte und modisch gekleidete Frau verwandelt, die Kurt prompt so sehr verwirrt, dass er ihr keinen Brief mehr diktieren kann. Während beide noch planen, wie Kurt am Abend Sabine beeindrucken kann, kommen sie sich näher, trinken Cognac und landen schließlich beschwipst in Kurts Haus. Dort trinken sie weiter und schließlich bringt Inge den volltrunkenen Kurt zu Bett und beide verloben sich. Peter ist unterdessen in Schwierigkeiten, hat er doch auf Kurts Erscheinen hin geplant und zu wenig Geld dabei, um im Restaurant zu zahlen. Es trifft sich gut, dass gerade ein Tanzwettbewerb ausgerufen wurde, bei dem das „zärtlichste Paar“ gesucht wird. Der Preisgewinn würde gerade reichen, um das Essen zu bezahlen, und so tanzen sich beide liebevoll zum Sieg.
Der nächste Tag: Peter hat sich in Sabine verliebt, doch wird die misstrauisch, da sie ahnt, dass Heinerle nicht Peters Kind ist. Heinerles wahrer Vater erscheint rasend vor Eifersucht und verprügelt Kurt, glaubt er doch, dass dieser der heimliche Geliebte seiner Frau war. Die wiederum erfährt von Peter die ganze Wahrheit um das „Kindborgen“ und öffnet Sabine die Augen, die schon ihre Sachen packen wollte. Sabine erzählt Heinerles Vater die Hintergründe und der zeigt sich versöhnt. Sabine plant, Peter hinzuhalten und offenbart Kurt, dass sie sich in ihn verliebt habe – ganz so, wie Peter es an ihrem gemeinsamen Abend geplant habe. Es kommt zum Streit zwischen Peter und Kurt und auch Inge ist unglücklich, bevor sich alles nach einer inszenierten Schlägerei zwischen Peter und Kurt auflöst und Peter und Sabine sowie Kurt und Inge endlich zusammenfinden.

## Produktion
Die Dreharbeiten fanden von März bis April 1957 in Berlin und in den CCC-Studios Berlin-Spandau statt. Der Arbeitstitel des Films lautete Mein Vater, der Schürzenjäger.
Die Uraufführung des Films war am 26. Juli 1957 im Metro im Schwan in Frankfurt am Main. Neben Die Unschuld vom Lande und Einmal eine große Dame sein zählte Kindermädchen für Papa gesucht zu den drei Lustspielen der CCC-Film in der Kinosaison 1957/58.
Der im Film zu hörende Schlager Andrea wurde von den Montecarlos gesungen.

## Kritik
Der Filmdienst befand, dass Hans Quest im Film „Töne feineren Humors […] kräftig zurück[drängt], um den Klamauk, die laute Albernheit in fast jede Szene einzulassen. Man bedauert das, weil der Stoff nicht nur für eine bunte Klamotte, sondern auch für eine herzliche Komödie Möglichkeiten eröffnet hätte. Allerdings nicht mit dieser Besetzung (Biederstaedt-Philipp-Cramer)!“
Für das vom film-dienst 1990 herausgegebene Lexikon des internationalen Films war Kindermädchen für Papa gesucht ein „überdrehter, anspruchsloser Filmschwank nach bewährten Verwechslungsrezepten.“